# Phaea kellyae
Phaea kellyae är en skalbaggsart som beskrevs av Chemsak 2000. Phaea kellyae ingår i släktet Phaea och familjen långhorningar.
Artens utbredningsområde är:
- Costa Rica.
- Guatemala.
- Nicaragua.

Inga underarter finns listade i Catalogue of Life.